# 4. гардијски механизовани корпус
Четврти гардијски механизовани корпус (рус. 4-й гвардейский механизированный корпус) био је јединица у саставу оклопних и механизованих трупа Црвене армије, оружане силе Совјетског Савеза, која је постојала од јануара 1943. до јуна 1946. године. Од формирања је имао почасни назив гардијски, а недуго по формирању, за заслуге у борбама, добио је и назив стаљинградски (рус. Сталинградский).
Корпус је формиран од дотадашњег 13. тенковског корпуса, фомираног априла 1942, а након завршетка Великог отаџбинског рата преформиран је у 4. гардијску механизовану дивизију. За заслуге у току рата, корпус је одликован Орденом црвене заставе, Орденом Суворова другог реда и Орденом Кутузова другог реда.

## Ратни пут корпуса
Тринаести тенковски корпус, који је формиран априла 1942, изгубио је у току Стаљинградске битке је толико тенкова да је новембра 1942. реорганизован у механизовани корпус, али је и даље задржао назив 13. тенковски корпус. Наредбом Народног комесара за одбрану Совјетског Савеза генералисимуса Јосифа Стаљина 9. јануара 1943. Тринаести тенковски корпус је преименован у Четврти механизовани корпус, који је због херојства својих бораца у борбама против окупатора награђен почасним називом гардијски. Наредбом Народног комесара одбране, 27. јануара 1943. награђен је и почасним именом стаљинградски.
Средином јануара 1944. корпус је укључен у састав Трећег украјинског фронта и прикључен 8. гардијској армији за Никопољско-Криворожску офанзиву. Корпус је подржавао пробој бокова 46. и 8. гардијске армије, са циљем заузимања железничког чвора Апостолово, повезивања са снагама Четвртог украјинског фронта и одсецањае немачке трупе у Никопољски мостобран. Током офанзиве корпус је помогао да се ослободе Никопољ и Апостолово, за шта је 13. фебруара 1944. награђен Орденом Црвене заставе за „узорно извршење борбених задатака“. За помоћ у ослобођењу Одесе, корпус је 20. априла 1944. одликован Орденом Суворова другог реда.
Током офанзиве за ослобођење Одесе, 31. марта 1944. погинуо је командант корпуса генерал-потпуковник Трофим Танасчишин, након чега га је заменио дотадашњи начелник Штаба генерал-мајор Владимир Жданов, који је командовао корпусом до краја рата.
Нападајући заједно са 7. механизованим и 18. тенковским корпусом у Јаши-кишињевској офанзиви, током августа 1944, корпус је учествовао у опкољавању и уништењу велике групе немачких снага од осамнаест дивизија. За ову акцију је 7. септембра 1944. корпус награђен Орденом Кутузова другог реда. Почетком септембра корпус је прешао на југ у Бугарску. Посебно се истакао током Београдске операције — 9. октобра 1944. 160 тенкова почело је да напредује у маршу од Видина (северозападна Бугарска) до мостобрана на Морави. Корпус је 11. октобра завршио поход и концентрисао се на рејону Паланка – Петровац – Табаловац, одакле је 12. октобра ујутро прешао у офанзиву на Тополу–Младеновац–Београд. У рано јутро 14. октобра 1944. тенкови корпуса пробили су се до јужног предграђа Београда, након чега је вођена седмодневна жестока битка за ослобођење главног града Југославије. За учешће у овој операцији 214 припадника корпуса добило је југословенска одликовања, а командант Жданов је проглашен за народног хероја Југославије. 
Корпус је крајем октобра 1944. пребачен у састав Другог украјинског фронта, у чијем се саставу налазио до фебруара 1945. године. Потом је сукцесивно прикључен 46. армији од 1. новембра, коњичко-механизованој групи Плијева од 28. новембра, 6. гардијској тенковској армији од 23. децембра и 7. гардијској армији од 26. јануара 1945. током Будимпештанске операцију. Последњу борбену акцију водио је током напредовања у јужну Чехословачку на Хрону северно од Естергома, а крајем фебруара је повучен у предњу резерву. Корпус је потом 15. априла прешао у резерву Врховне команде, у којој је остао до краја рата. За ратне заслуге одликовано је 16.500 припадника корпуса, док је њих 19 проглашено за хероје Совјетског Савеза.

## Хероји Совјетског Савеза
Укупно деветнаест бораца и старешина 4. гардијског механизованог корпуса проглашено је за Хероје Совјетског Савеза.
1. Василиј Андријанов
2. Николај Батурин
3. Иван Борисов
4. Борис Гребеников
5. Иван Депутатов
6. Александар Јерошин
7. Владимир Жданов
8. Леонид Логинов
9. Анатоли Марунов
10. Григориј Налимов
11. Михаил Њехајев
12. Павел Писаренко
13. Клавдиј Смирнов
14. Андреј Судоргин
15. Валентин Толстов
16. Николај Третјаков
17. Џаксимбек Унчибајев